# Sikander Singh
Sikander Singh (* 1971 in Bonn-Bad Godesberg) ist ein deutscher Germanist und Komparatist.

## Leben
Nach dem Studium der Germanistik, Anglistik, Amerikanistik und Kanadistik wurde er im Jahr 2002 an der Heinrich-Heine-Universität Düsseldorf promoviert. Er habilitierte sich im Jahr 2009 ebenfalls in Düsseldorf und ist seit 2011 Leiter des Literaturarchivs Saar-Lor-Lux-Elsass der Saarländischen Universitäts- und Landesbibliothek in Saarbrücken. Als Außerplanmäßiger Professor lehrt er Neuere Deutsche Literaturwissenschaft an der Universität des Saarlandes. 2022 war er Mitglied in der vom Ministerium für Bildung und Kultur des Saarlandes eingesetzten Expert*innengremium des Saarlandes für das Immaterielle Kulturerbe. Seit 2023 ist er Mitglied im Fachkomitee Immaterielles Kulturerbe der Deutschen UNESCO-Kommission.

## Veröffentlichungen (Auswahl)

### Als Verfasser
- Heinrich Heines Werk im Urteil seiner Zeitgenossen 1821 bis 1856. Metzler, Stuttgart und Weimar 2006, ISBN 3-476-02020-7.
- Hermann Hesse. Reclam, Stuttgart 2006 (Universal-Bibliothek), ISBN 3-15-017661-1.
- Christian Fürchtegott Gellert. Wehrhahn, Hannover 2010, ISBN 978-3-86525-171-8.
- Einführung in das Werk Heinrich Heines. Wissenschaftliche Buchgesellschaft, Darmstadt 2011, ISBN 978-3-534-21945-2.
- Das Glück ist eine Allegorie. Christian Fürchtegott Gellert und die europäische Aufklärung. Wilhelm Fink, München 2012, ISBN 978-3-7705-5358-7.
- Hermann Hesse, „Der Steppenwolf“. Schroedel Verlag, Braunschweig 2017, ISBN 978-3-507-47740-7.
- Studien zu Leben und Werk von Gustav Regler. Francke Verlag, Tübingen 2018, ISBN 978-3-7720-8658-8.

### Als Herausgeber
- Heinrich Heines Werk im Urteil seiner Zeitgenossen. Bd. 7 bis 12. Metzler, Stuttgart und Weimar 2002–2006.
- „Aber der Tod ist nicht poetischer als das Leben“ – Heinrich Heines 18. Jahrhundert. Aisthesis, Bielefeld 2006, ISBN 3-89528-561-7.
- Heinrich Heine. Säkularausgabe. Werke. Briefwechsel. Lebenszeugnisse. Bd. 5: Reisebilder I. 1824–1828. Akademie Verlag und Editions du CNRS, Berlin und Paris 2009, ISBN 978-3-05-004567-2.
- „Das Fremde im Eigensten.“ Die Funktion von Übersetzungen im Prozess der deutschen Nationenbildung. Gunter Narr, Tübingen 2011, ISBN 978-3-8233-6634-8.
- „Magischer Einklang.“ Dialog der Künste im Werk Hermann Hesses. Wallstein, Göttingen 2011, ISBN 978-3-8353-0969-2.
- „Wir sind keine Skeptiker, denn wir wissen.“ Skeptische und antiskeptizistische Diskurse der Revolutionsperiode 1770 bis 1850. Wehrhahn Verlag, Hannover 2013, ISBN 978-3-86525-319-4.
- Die deutsche Exilliteratur 1933–1945. Perspektiven und Deutungen. Wissenschaftliche Buchgesellschaft, Darmstadt 2015, ISBN 978-3-534-26630-2.
- Übergänge, Brüche, Annäherungen. Beiträge zur Geschichte der Literatur im Saarland, in Lothringen, im Elsass, in Luxemburg und Belgien. Universaar. Universitätsverlag des Saarlandes, Saarbrücken 2015, ISBN 978-3-86223-192-8.
- Literatur als philosophisches Erkenntnismodell. Literarisch-philosophische Diskurse in Deutschland und Frankreich. Francke Verlag, Tübingen 2016, ISBN 978-3-7720-8587-1.
- Konjunktionen – Yvan Goll im Diskurs der Moderne. Francke Verlag, Tübingen 2017, ISBN 978-3-7720-8606-9.
- Grenze als Erfahrung und Diskurs. Literatur- und geschichtswissenschaftliche Perspektivierungen. Francke Verlag, Tübingen 2018, ISBN 978-3-7720-8638-0.
- Kommentare, Kämpfe, Kontroversen. Literatur- und geschichtswissenschaftliche Perspektiven auf Karl Marx. Wehrhahn Verlag, Hannover 2019, ISBN 978-3-86525-752-9.
- 1968. Literatur und Revolution. Wehrhahn Verlag, Hannover 2019, ISBN 978-3-86525-753-6.
- Theobald Hocks „Schönes Blumenfeldt“ (1601). Texte und Kontexte. Francke Verlag, Tübingen 2019, ISBN 978-3-7720-8678-6.
- Das geistige Straßburg im 18. und 19. Jahrhundert. Francke Verlag, Tübingen 2020, ISBN 978-3-7720-8703-5.
- Narren, Clowns, Spaßmacher. Studien zu einer Sozialfigur zwischen Mittelalter und Gegenwart. Wehrhahn Verlag, Hannover 2020, ISBN 978-3-86525-754-3.
- Identitätskonzepte in der Literatur. Francke Verlag, Tübingen 2021, ISBN 978-3-7720-8722-6.